# Макс Бокус
Макс Сібен Бокус (англ. Max Sieben Baucus; нар. 11 грудня 1941) — американський політик, колишній член Палати представників США та сенатор США від штату Монтана, член Демократичної партії.
З 2014 по 2017 — посол США у Китаї.

## Біографія
Макс Баукус народився у місті Гелена, округ Льюїс-енд-Кларк штату Монтана, навчався у громадських школах Місули і Гелени, з 1959 по 1960 роки — у Карльтон-Коледжі у Нортфілді, штат Міннесота. У 1964 році Баукус закінчив Стенфордський університет, у 1967 році — юридичну школу Стенфорда. У 1969 році він отримав право вести юридичну практику і почав працювати у Вашингтоні на різних державних службах, потім повернувся до Монтани і вів приватну практику у Міссулі. З 1973 по 1974 роки Баукус був членом Палати представників штату Монтана, у 1974 році був обраний до Палати представників США як кандидат від Демократичної партії, у Палаті представників засідав з січня 1975 по грудень 1978 року. З грудня 1978 він є членом Сенату США, у 1993–1995 роках очолював комітет з навколишнього середовища і громадських робіт, у 2001–2003 роках і з 2007 по 2014 очолював комітет з фінансів.